# Eriococcus latilobatus
Eriococcus latilobatus är en insektsart som beskrevs av James Mather Hoy 1962. Eriococcus latilobatus ingår i släktet Eriococcus och familjen filtsköldlöss. Inga underarter finns listade i Catalogue of Life.